# Даштаянц, Гайк Апетнакович
Гайк Апетнакович Даштаянц (24 декабря 1924, Владикавказ, Северо-Кавказский край — 31 января 1978, Киев, Украинская ССР, СССР) — советский терапевт и гематолог, доктор медицинских наук (с 20 февраля 1960), профессор (с 15 февраля 1961), отличник здравоохранения, лауреат Государственной премии УССР в области науки и техники (1980; посмертно).

## Биография
Родился 24 декабря 1924 года во Владикавказе, армянин по национальности. 
В 1941 году был призван на фронт. Воевал в блокадном Ленинграде, защищал Дорогу жизни. Награждён боевыми медалями. 
В 1946 году окончил Петербургскую военно-медицинскую академию. Ученик академиков М. И. Аринкина и И. А. Кассирского. Работал врачом в Ленинградской клинике внутренних болезней. В 1950—1960 годах работал в Рязанском медицинском институте, последний год в статусе заведующего кафедрой факультета терапии. В 1959 году защитил докторскую диссертацию на тему «Некоторые новые данные об использовании стернальной пункции в клинике и эксперименте». В 1960—1962 годах был заведующим кафедрой Североосетинского медицинского института. С 1962 по 1978 год заведовал кафедрой терапии № 2 в Киевском институте усовершенствования врачей.
Жил в Киеве в доме по улице Дорогожицкой, 17 квартира 5. Умер 31 января 1978. Похоронен в Киеве на Городском кладбище «Берковцы» (участок № 66).
Научное направление — проблемы гематологии, терапии, онкологии, внутренние болезни, цитохимия. Изучал механизм нарушения свёртываемости системы крови. Автор 143 научных работ, в том числе девяти монографий. Автор раздела в книге «Внутренние болезни» (1975). Под его руководством сданы четыре докторских и 24 кандидатских диссертаций. Ученики — профессора Е. В. Андущенко, А. Н. Сидоренко, А. Ф. Романова.

## Труды
- Поражение сердечно-сосудистой системы при сифилисе [Текст] / Г. А. Даштаянц, М. П. Фришман. — Киев : Здоров’я, 1976. — 167 с. : ил., табл. — (Библиотека практического врача). — Библиогр.: с. 157—165. — (в пер.)
- Клиническая гематология [Текст] / Г. А. Даштаянц. — 4-е изд., доп. и перераб. — Киев : Здоров’я, 1978. — 288 с., [1] л. ил. : ил. — Библиогр.: с. 285—286. — (в пер.)
- Клиническая гематология [Текст] / Г. А. Даштаянц. — Изд. 3-е, доп. и перераб. — Киев : Здоров’я, 1973
- Узелковый периартериит. К., 1966
- Метастатические поражения костей. К., 1967
- Методологія діагнозу. К., 1967
- Костномозговое кроветворение при узелковом периартериите и системной красной волчанке // Большие коллагенозы. К., 1969